# 四新街道
四新街道是中华人民共和国湖北省武汉市汉阳区下辖的一个街道办事处。
2016年5月16日，武汉市民政局批复同意在四新地区管委会区域设立四新街道办事处，东以江城大道与江堤街道毗邻，南至三环线与江堤街道接壤；西以芳草路与龙阳街道毗邻，北以墨水湖与五里墩街道、琴断口街道相望。面积7.4平方公里，人口2.8万人。辖澜菲溪岸、太子观澜、梅林都汇和墨南湖畔4个社区。街道办事处驻地为四新北路100号。

## 行政区划
四新街道下辖以下村级行政区划单位：
澜菲溪岸社区、太子观澜社区、梅林都汇社区和墨南湖畔社区。